# 三石镇
三石镇，是中华人民共和国广西壮族自治区河池市东兰县下辖的一个乡镇级行政单位。

## 行政区划
三石镇下辖以下地区：
公平村、弄英村、纳腊村、巴造村、巴王村、纳合村、美逢村、泗爷村、仁合村、四合村、板文村、长峒村和弄美村。